# صموئيل ليون راسيل
صموئيل ليون راسيل (بالإنجليزية: Samuel Lyon Russell)‏ هو محامي وسياسي أمريكي، ولد في 30 يوليو 1816، وتوفي في 27 سبتمبر 1891. حزبياً، نشط في الحزب الجمهوري. وقد انتخب عضو مجلس النواب الأمريكي.